# Mattias Poutanen
Mattias Poutanen (ur. 18 lipca 1997) – fiński zapaśnik walczący w stylu klasycznym. Zajął ósme miejsce na mistrzostwach Europy w 2021. Zdobył brązowy medal na mistrzostwach nordyckich w 2017 roku.
Mistrz Finlandii w 2018 i trzeci 2016 i 2017 roku. 